# Mohamed Taki Abdulkarim
Mohamed Taki Abdulkarim (ur. 20 lutego 1936 w Mbeni, zm. 6 listopada 1998 w Moroni) – komoryjski polityk, prezydent Komorów.
Wielokrotnie pełnił funkcję ministerialne, przez kilka miesięcy w 1992 roku był także premierem Komorów. W 1995 i od 1996 do śmierci w 1998 pełnił funkcję prezydenta Komorów.